# How to Do It and Why; or, Cutey at College
How to Do It and Why; or, Cutey at College è un cortometraggio muto del 1914 interpretato e diretto da Wally Van. Tra gli altri interpreti del film, prodotto dalla Vitagraph, c'erano Harry T. Morey, Albert Roccardi, Cissy Fitzgerald.

## Produzione
Il film fu prodotto dalla Vitagraph Company of America.

## Distribuzione
Distribuito dalla General Film Company, il film - un cortometraggio in due bobine - uscì nelle sale cinematografiche statunitensi il 12 dicembre 1914.